# Acid 3,5-dihidroxibenzoic
Acidul 3,5-dihidroxibenzoic (denumit și acid α-rezorcilic) este un compus organic, fiind un acid dihidroxibenzoic. Este un izomer de acid rezorcilic, fiind un solid incolor.
Se prepară prin disulfonarea acidului benzoic, reacție urmată de hidroliza disulfonatului.
Este un metabolit al alchil-rezorcinolilor, primul identificat în urina umană, și poate fi cuantificat din urină și plasmă.